# Zollabkommen
Der Begriff Zollabkommen benennt im engeren Sinne ein bi- oder multinationales Abkommen zur Bildung eines gemeinsamen Zollgebietes. Warenströme zwischen diesen Ländern unterliegen dann je nach Art des Abkommens keinen Beschränkungen mehr und werden wie Inlandswaren der anderen beteiligten Länder behandelt.
Im weiteren Sinne benennt er jedes zwischenstaatliche Abkommen, das Regelungen zu Zollfragen enthält.  
Zollabkommen dienen der Erleichterung des Handels und schaffen in der Regel größere, kapitalstärkere Binnenmärkte (Freihandelszonen), die sich im internationalen Wettbewerb besser behaupten können als die vorher getrennten Einzelmärkte. Als Beispiel für solch einen Markt sei hier die NAFTA genannt.
Ein Beispiel für ein Zollabkommen im engeren Sinne ist das Zollabkommen zwischen der Französischen Republik und dem Fürstentum Monaco von 1963. In Monaco galt zunächst das französische Zollrecht und mit Eintritt Frankreichs in die Europäische Gemeinschaft (EG) gemäß Art. 3 Zollkodex das Zollrecht der Europäischen Gemeinschaft. Waren, welche über Monaco aus einem Drittland eingeführt werden, werden gemäß dem Zollrecht der EG behandelt und gelten nach Überführung in den Freien Verkehr in Monaco als Gemeinschaftswaren, obwohl Monaco kein Mitglied der EG ist. Dies ist durch die geringe Größe Monacos und die traditionelle Anbindung an Frankreich begründet.